# Groppeltjärnarna
Groppeltjärnarna varandra näraliggande sjöar i Sorsele kommun i Lappland och ingår i Umeälvens huvudavrinningsområde. Groppeltjärnarna ligger i Vindelfjällen Natura 2000-område och skyddas av habitat- och fågeldirektivet
- Groppeltjärnarna (Sorsele socken, Lappland, 729181-150837), sjö i Sorsele kommun, 65°43′38″N 15°59′14″Ö / 65.7272°N 15.9873°Ö
- Groppeltjärnarna (Sorsele socken, Lappland, 729205-150806), sjö i Sorsele kommun, 65°43′48″N 15°58′42″Ö / 65.7301°N 15.9784°Ö (7,73 ha)